# Allée couverte de Kergalan
L'allée couverte de Kergalan, appelée aussi allée couverte de Laudé, est située à Ploemeur dans le département français du Morbihan.

## Description
Le tumulus a été complètement arasé par les travaux agricoles et le monument n'est pas en très bon état, toutes les dalles sont penchées. Il a été conservé sur 12 m de longueur. Seules une rangée de quatre orthostates latéraux, une dalle de couverture et un pilier situé à l'extrémité sud-est sont encore visibles. L'allée est orientée nord-ouest/sud-est. Les fouilles archéologiques menées en 2004 ont permis de relever le pilier nord et de découvrir une dalle circulaire de 1,20 m de diamètre. En 2006, deux percuteurs et une pointe en silex y ont été mis au jour. Une hache en pierre polie avait été retrouvée à proximité lors des travaux de réalisation de la route dans les années 1950.